# Терновский сельский совет (Новоград-Волынский район)
Терновский сельский совет (укр. Тернівська сільська рада) — орган местного самоуправления в Новоград-Волынском районе Житомирской области с административном центре в с. Терновка.

## Населённые пункты
Сельскому совету подчинены населённые пункты:
- с. Терновка

## Население
По состоянию на 1923 год, количество населения сельского совета составляла 1 876 человек, количество дворов — 335.

## Состав совета
Совет состоит из 12 депутатов и председателя.

## Руководящий состав сельского совета
| ФИО                      | Основные сведения                                                            | Дата избрания | Дата прекращения полномочий |
| ------------------------ | ---------------------------------------------------------------------------- | ------------- | --------------------------- |
| Мороз Николай Николаевич | Сельский глава, 1961 года рождения, высшее образование, член Народной партии | 26.03.2006    | 31.10.2010                  |
| Мороз Николай Николаевич | Сельский глава, 1961 года рождения, высшее образование, член Народной партии | 31.10.2010    |                             |

Примечание: таблица составлена по данным источника